# Les Variations
Les Variations est un groupe de hard rock et blues rock français, d'origine marocaine chantant la plupart de ses chansons en anglais.

## Biographie
Formé à Paris en septembre 1966 par des musiciens de confession juive et originaires du Maroc influencés par les Rolling Stones et les Chaussettes Noires. Ils participent d'abord à des tremplins puis en 1967 le groupe se lance dans une tournée en Allemagne puis au Danemark où il enregistre son premier single Mustang Sally sorti sur Triola,.
Le groupe enregistre un second single Come Along en 1969 assurant les premières parties d'artistes tels que Johnny Hallyday, Led Zeppelin ou Steppenwolf. Ils partent ensuite à Londres pour enregistrer leur premier album Nador (1970) et participent à de nombreux festivals.
En 1971 le chanteur Jo Leb quitte le groupe pour revenir un an plus tard. Durant une tournée aux États-Unis le groupe enregistre un de ses morceaux les plus connus Je suis juste un rock 'n' roller. À Memphis Don Nix produit leur second album Take it or Leave it (1973).
Le groupe se produit en Amérique avec les New York Dolls en 1973, et y commencent l'enregistrement d'un nouvel album Moroccan Roll (1974) qu'il termine en France. Jo Leb est remplacé par Robert Fitoussi pour l'enregistrement du dernier album Café de Paris (1975) et se dissout la même année.
À la fin novembre 2006, le groupe se reforme pour un concert à Paris. Il revient ensuite en 2012.

## Membres

### Membres actuels
- Laura Mayne - chant (depuis 2012)[7]
- Marc Tobaly - guitare (1966-1975, depuis 2012)
- Franck Sitbon - claviers (depuis 2012)
- Philippe Balma - basse (depuis 2012)
- Pierra Veuillot - batterie (depuis 2012)

### Anciens membres
- Jo Leb - chant (1966-1973)
- Michel Chevalier - chant (1971)
- Robert Fitoussi - chant (1973-1975)
- Jacques Micheli - guitare (1966)
- Jean-Pierre « Rolling » Azoulay - guitare (1966)
- Marc Tobaly - guitare (1966-1975)
- Jim Morris - claviers (1974-1975)
- Maurice Meimoun - violon (1975)
- Guy de Baer - basse (1966)
- Jacques Grande (allias P'tit Pois) - basse (1966-1975)
- Alain Suzan - basse (1972)
- Jacky Bitton - batterie (1966-1975)

## Discographie

### Albums studio
| Année | Album               | Meilleure position   | Label          |
| Année | Album               | Drapeau de la France | Label          |
| ----- | ------------------- | -------------------- | -------------- |
| 1970  | Nador               | -                    | Pathé          |
| 1973  | Take It or Leave It | 48                   | Pathé          |
| 1974  | Moroccan Roll       | -                    | Buddah Records |
| 1975  | Café de Paris       | -                    | Buddah Records |

### Singles
| Année | Single                           | Meilleure position   | Album               |
| Année | Single                           | Drapeau de la France | Album               |
| ----- | -------------------------------- | -------------------- | ------------------- |
| 1967  | Mustang Sally                    | -                    | -                   |
| 1969  | Come Along                       | 67                   | -                   |
| 1969  | What's Happening                 | -                    | -                   |
| 1970  | Free Me                          | 41                   | Nador               |
| 1970  | What a Mess Again                | -                    | Nador               |
| 1971  | Down the Road                    | -                    | -                   |
| 1972  | Only You Know                    | 62                   | -                   |
| 1973  | Je suis juste un rock 'n' roller | 7                    | -                   |
| 1973  | Silver Girl                      | -                    | Take It or Leave It |